# Balije Oostenrijk
Oostenrijk was een balije van de Duitse Orde. De balije maakte binnen het Heilige Roomse Rijk deel uit van de Oostenrijkse Kreits.
In 1236 probeerde keizer Frederik II de hertogdommen Oostenrijk en Stiermarken in handen te krijgen. Om steun van de Duitse Orde voor zijn plannen te krijgen, gaf hij de Orde privileges in deze gebieden. Voor de Orde leverde dat de mogelijkheid een route te vormen naar Venetië via de Alpenpassen. In 1236 waren de keizer en de grootmeester van de Orde in Wenen om te overleggen over de incorporatie van de Zwaardbroeders in de Duitse Orde. De bezittingen van de Orde in Oostenrijk, Stiermarken en de Krain moesten in een nieuwe balije worden verenigd. Op 6 december 1236 was er voor het eerst sprake van een landcommandeur van de balije Oostenrijk.
De nieuwe balije kwam direct onder de grootmeester en dus niet onder de Duitsmeester. In de eerste periode was de landcommandeur van Oostenrijk betrokken bij de verkiezing van de nieuwe grootmeester, maar sinds het midden van de dertiende eeuw wordt hij niet meer vermeld: de functie was niet aanzienlijk.
De belangrijkste commanderij stond in Wenen naast de Stephansdom. In 1245 werd bezit in Wiener Neustadt verworven en een tweede commanderij gesticht. In Karinthië ontstond een commanderij uit het in 1203 verworven hospitaal in Friesach. In Stiermarken ontstond een commanderij in Velika Nedelja (Duits: Groß-Sonntag). Ten laatste in 1239 is de Orde ook in Graz aanwezig. In 1256 werden bezittingen in Ljubljana (Duits: Laibach) verworven. De patronaatsrechten in de kerk van Črnomelj (Duits: Tschernembl) werden in 1268 verworven.
In de periode dat het hertogdom Krain deel uitmaakte van het Eerste Franse Keizerrijk (1809-1815) waren de commanderijen in dat gebied (Lublijana) geseculariseerd.

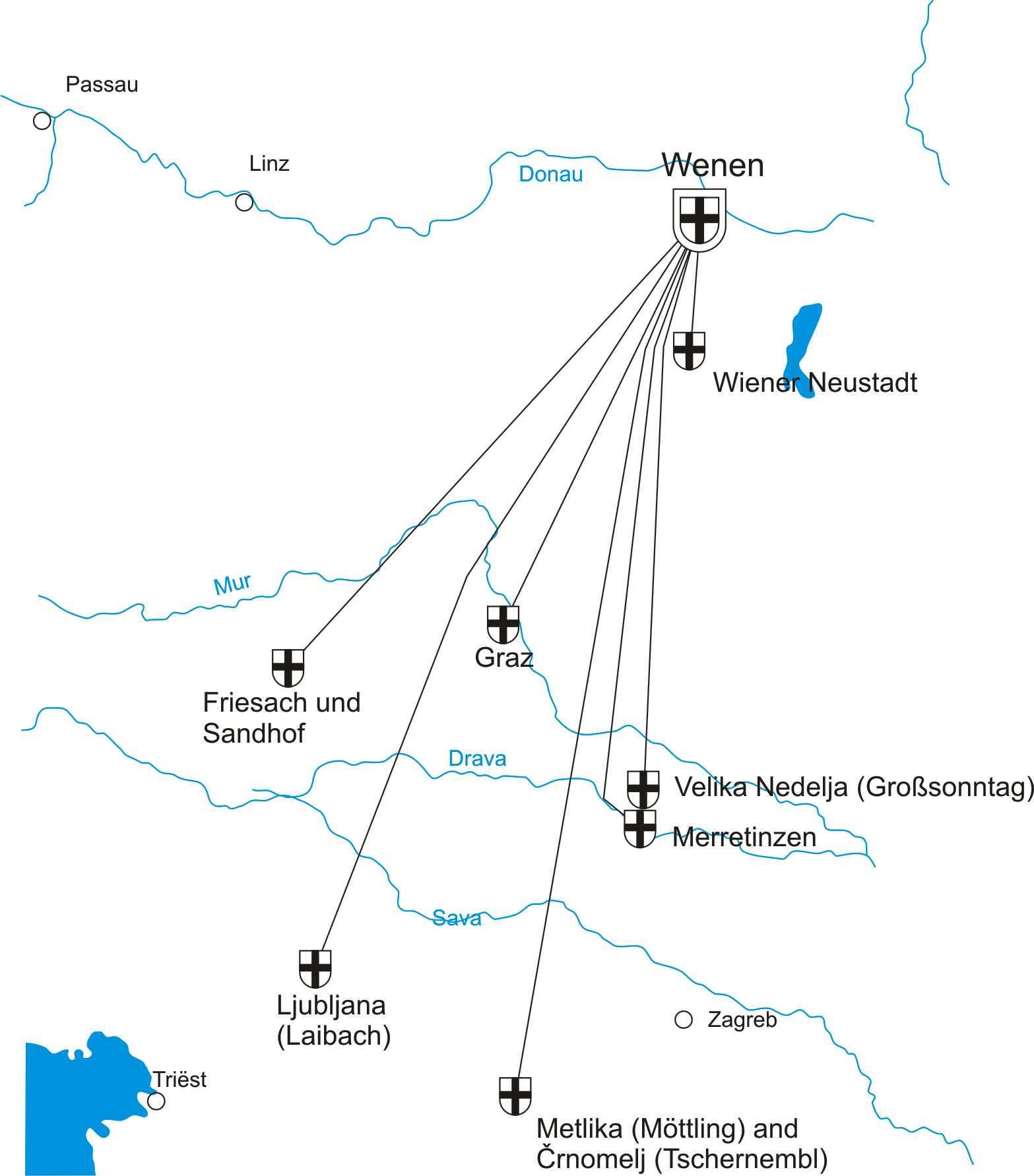
commanderijen van de balije Oostenrijk (1788)

## Commanderijen omstreeks 1400
- Wenen
- Friesach
- Graz
- Velika Nedelja (Großsonntag)
- Ljubljana (Laibach)
- Črnomelj (Tschernembl)
- Wiener Neustadt

## Commanderijen eind achttiende eeuw
- landcommanderij Wenen (gelegen in Oostenrijk)
- commanderij (Wiener) Neustadt (gelegen in hertogdom Stiermarken)
- commanderij Laibach (gelegen in hertogdom Krain)
- commanderij Großsonntag (gelegen in hertogdom Stiermarken)
- commanderij Friesach en Sandhof (gelegen in hertogdom Karinthië)
- commanderij Möttling (Metlika) en Tschernembl (gelegen in het hertogdom Krain)
- commanderij Merretinzen (gelegen in het hertogdom Krain)